# Слон (Прахова)
Слон (рум. Slon) насеље је у Румунији у округу Прахова у општини Черашу. Oпштина се налази на надморској висини од 625 m.

## Становништво
Према подацима из 2002. године у насељу је живело 2461 становника, од којих су сви румунске националности.